# Paul Neefe

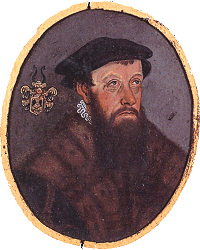
Paul Neefe

Paul Neefe (* 1507 in Chemnitz; † 17. Oktober 1566 ebenda) war Tuchhändler und ehemaliger Bürgermeister der Stadt Chemnitz.
Mit 16 Jahren erlernte er das Handwerk eines Tuchknappen. 1530 heiratete er Ursula, Tochter von Jobst Wildeck († 1521), gewesenen Ratsherrn und Bürgermeister in Chemnitz. Er war nun bereits Tuchmachermeister und Fernhändler. In den Jahren 1540 und 1542/48 war er Ratsherr, 1548 zusammen mit Agricola. Im Jahr 1553 war er unter Bürgermeister Agricola wie auch 1554 Ratsherr, bevor er 1556 Bürgermeister von Chemnitz wurde.

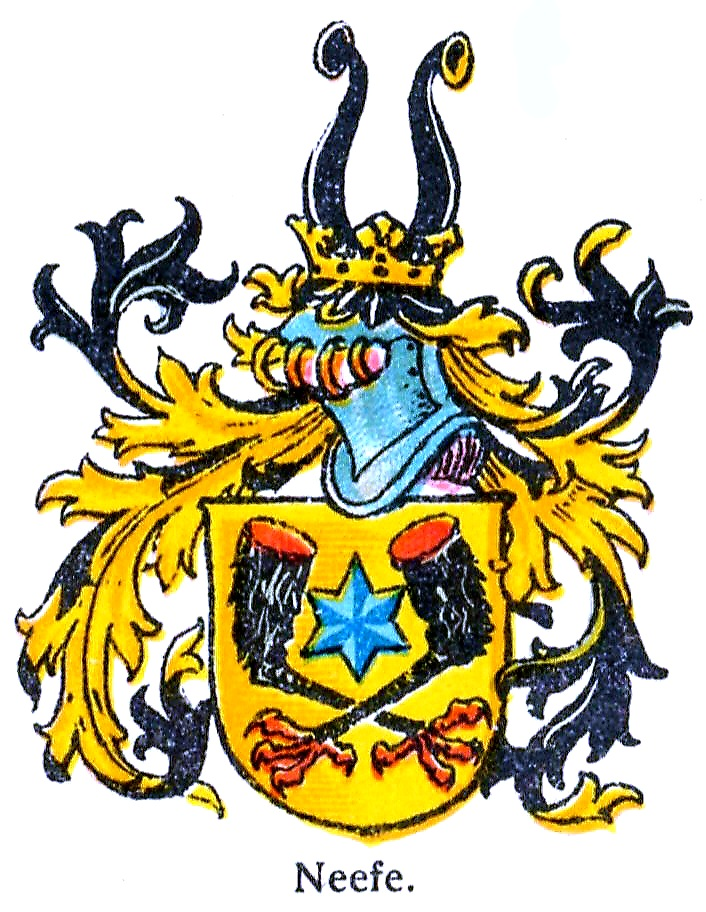
Wappen des 1559 geadelten Chemnitzer Patriziergeschlechts Neefe

Paul Neefe war Tuchhändler in  5. Generation. Vermögend wurde er durch den Handel seiner Tuche. Er lieferte unter anderem nach Plauen, Regensburg, Linz, Breslau und Zwickau. In der Zeit von 1541 bis 1564 handelte er 2.877 Ballen Stoff in Höhe von insgesamt 107.210 Gulden. 1559 versteuerte er 8000 fl. und war der reichste Bürger von Chemnitz. Nach seinem Tod übernahmen die beiden Söhne Paul (ca. 1559 – 5. Juli 1600, Schwiegervater des Arnold Engelbrecht) und Zacharias das Geschäft.
Aufgrund vielfältiger Verdienste seines Bruders Johann erhob Kaiser Ferdinand I. am 20. Mai 1559 auf dem Reichstag zu Augsburg Dr. med. Johann Neefe und seine Brüder Paul, Jacob und Caspar in den erblichen Adelsstand.
An das Tuchmacher- und Patriziergeschlecht der Neefes erinnert heute die Neefestraße in Chemnitz.

## Familie
Der Sohn Paul Neefe heiratete am 12. Juli 1582 Anna Röber in Görlitz. Sie bekamen am 29. August 1588 den gemeinsamen Sohn Kaspar, nachmals fürstlich magdeburgischer Kammermeister und Pfänner in Halle, dessen Tod mit dem 2. Mai 1664 datiert ist.